# La Bañeza
La Bañeza és un municipi de la província de Lleó, a la comunitat autònoma de Castella i Lleó. Forma part de la comarca de Tierra de la Bañeza.

## Fills il·lustres
- Odón Alonso Ordás (1925-2011) director d'orquestra, compositor.

## Demografia
| 1991  | 1996  | 2001  | 2004  |
| ----- | ----- | ----- | ----- |
| 10046 | 10496 | 10190 | 10117 |